# KOBUKURO LIVE TOUR '08 "5296" FINAL
『KOBUKURO LIVE TOUR '08 "5296" FINAL』（コブクロ ライブ ツアー '08 "5296" ファイナル）とは、フォークデュオ「コブクロ」が2008年10月8日に発売した通算5作目となるライブDVD。発売元はワーナーミュージック・ジャパン。

## 解説
この映像は2008年6月5日に大阪城ホールで行われた彼らのツアーファイナルを収録したもので、前作『KOBUKURO LIVE TOUR '06 "Way Back to Tomorrow"』から約1年ぶりの発売となる。初回限定盤はスペシャルパッケージ仕様で、5296特製コンパクト・ミラーが付属する。今作でも、コブクロのDVDでは恒例となっている副音声のコメンタリーが収録されている。
2010年4月21日にはBlu-ray版が発売された。

## 収録曲

### Disc 1
| #   | タイトル                       | 作詞・作曲                              |
| --- | ------------------------------ | --------------------------------------- |
| 1.  | 「Welcome to the tour "5296"」 | 小渕健太郎                              |
| 2.  | 「轍-わだち-」                 | 小渕健太郎                              |
| 3.  | 「月光」                       | 黒田俊介                                |
| 4.  | 「Diary」                      | 小渕健太郎                              |
| 5.  | 「MC」                         |                                         |
| 6.  | 「ベテルギウス」               | 小渕健太郎                              |
| 7.  | 「Million Films」              | 小渕健太郎                              |
| 8.  | 「WHITE DAYS」                 | 小渕健太郎                              |
| 9.  | 「蕾」                         | 小渕健太郎                              |
| 10. | 「MC」                         |                                         |
| 11. | 「To calling of love」         | 黒田俊介                                |
| 12. | 「FREEDOM TRAIN」              | 小渕健太郎                              |
| 13. | 「風の中を」                   | - 黒田俊介（作詞） - 小渕健太郎（作曲） |
| 14. | 「MC」                         |                                         |
| 15. | 「天使達の歌」                 | 小渕健太郎                              |
| 16. | 「風見鶏」                     | 小渕健太郎                              |
| 17. | 「蒼く 優しく」                | 小渕健太郎                              |
| 18. | 「MC」                         |                                         |

### Disc 2
| #   | タイトル               | 作詞・作曲          |
| --- | ---------------------- | ------------------- |
| 1.  | 「MC」                 |                     |
| 2.  | 「君という名の翼」     | 小渕健太郎          |
| 3.  | 「潮騒ドライブ」       | 小渕健太郎          |
| 4.  | 「ストリートのテーマ」 | 小渕健太郎          |
| 5.  | 「彼方へ」             | 小渕健太郎          |
| 6.  | 「Fragile mind」       | 小渕健太郎          |
| 7.  | 「アンコールMC」       |                     |
| 8.  | 「桜」                 | 小渕健太郎•黒田俊介 |
| 9.  | 「どんな空でも」       | 小渕健太郎          |
| 10. | 「クロージング」       |                     |

| #  | タイトル                           | 作詞 | 作曲・編曲 |
| -- | ---------------------------------- | ---- | ---------- |
| 1. | 「"5296" TOUR DOCUMENTARY」        |      |            |
| 2. | 「各駅停車5296号•横浜発→大阪行き」 |      |            |

## バンドメンバー
- 福原将宜：Guitar
- 山田裕之：Bass
- 桜井正宏：Drums
- 松浦基悦：Piano, Organ
- 坂井"Lumbsy"秀彰：Percussion
- 漆原直美：1st Violin
- 藤縄陽子：2nd Violin
- 渡邉智生：Viola
- 原口梓：Cello

## ライブ音源CD
『KOBUKURO LIVE  TOUR '08 "5296" FINAL』は、コブクロのライブ・アルバム。CDは2016年6月15日発売『TIMELESS WORLD』特別限定セットのみの生産で、現在は販売終了している。2019年3月20日からは配信が開始されている。

### 概要
2016年リリースの9thアルバム『TIMELESS WORLD』の発売時に、特別限定セットとして、当時リリースされていた映像作品全11作品(ファンサイト限定品除く)がアルバム1枚につき1作選べるセットで発売された。完全受注生産のため、生産は終了している。
2019年3月20日からは各音楽サイトにて配信が開始している。
CDのジャケットは、同タイトルのDVDのジャケットを小渕がイラストで再現したものとなっている。
配信版のジャケットはDVDと同様のものとなっている。
なお、収録されているのはDVD版の本編のみで、ボーナス映像にあたる箇所については、収録されていない。

### 収録曲
DISC1
| #         | タイトル                       | 作詞・作曲 | 時間  |
| --------- | ------------------------------ | ---------- | ----- |
| 1.        | 「Welcome to the tour "5296"」 | 小渕健太郎 | 4:44  |
| 2.        | 「轍-わだち-」                 | 小渕健太郎 | 4:44  |
| 3.        | 「月光」                       | 黒田俊介   | 4:34  |
| 4.        | 「Diary」                      | 小渕健太郎 | 6:18  |
| 5.        | 「MC」                         |            | 9:52  |
| 6.        | 「ベテルギウス」               | 小渕健太郎 | 8:03  |
| 7.        | 「Million Films」              | 小渕健太郎 | 5:25  |
| 8.        | 「WHITE DAYS」                 | 小渕健太郎 | 6:48  |
| 9.        | 「蕾」                         | 小渕健太郎 | 6:19  |
| 10.       | 「MC」                         |            | 2:14  |
| 合計時間: | 合計時間:                      | 合計時間:  | 59:01 |

DISC2
| #         | タイトル               | 作詞・作曲                              | 時間  |
| --------- | ---------------------- | --------------------------------------- | ----- |
| 1.        | 「To calling of love」 | 黒田俊介                                | 7:46  |
| 2.        | 「FREEDOM TRAIN」      | 小渕健太郎                              | 5:54  |
| 3.        | 「風の中を」           | - 黒田俊介（作詞） - 小渕健太郎（作曲） | 5:05  |
| 4.        | 「MC」                 |                                         | 7:10  |
| 5.        | 「天使達の歌」         | 小渕健太郎                              | 5:31  |
| 6.        | 「風見鶏」             | 小渕健太郎                              | 6:58  |
| 7.        | 「蒼く 優しく」        | 小渕健太郎                              | 6:00  |
| 8.        | 「MC」                 |                                         | 24:31 |
| 合計時間: | 合計時間:              | 合計時間:                               | 68:55 |

DISC3
| #         | タイトル               | 作詞・作曲          | 時間  |
| --------- | ---------------------- | ------------------- | ----- |
| 1.        | 「MC」                 |                     | 1:02  |
| 2.        | 「君という名の翼」     | 小渕健太郎          | 5:00  |
| 3.        | 「潮騒ドライブ」       | 小渕健太郎          | 11:10 |
| 4.        | 「ストリートのテーマ」 | 小渕健太郎          | 10:06 |
| 5.        | 「彼方へ」             | 小渕健太郎          | 4:15  |
| 6.        | 「Fragile mind」       | 小渕健太郎          | 9:08  |
| 7.        | 「アンコールMC」       |                     | 5:03  |
| 8.        | 「桜」                 | 小渕健太郎•黒田俊介 | 6:56  |
| 9.        | 「どんな空でも」       | 小渕健太郎          | 10:11 |
| 10.       | 「クロージング」       |                     | 5:15  |
| 合計時間: | 合計時間:              | 合計時間:           | 68:06 |

収録
2008年6月5日 大阪城ホール